# Kerncentrale Lemoniz
Kerncentrale Lemoniz was een kerncentrale in aanbouw in Lemoniz, Baskenland, Spanje tot 1983, toen het Spaanse programma voor uitbreiding van kerncentrales werd afgelast nadat de regering gewisseld was. De twee reactoren, elk van 900 MWe, waren bijna voltooid, maar werden nooit in gebruik genomen.
Het conflict met betrekking tot de Kerncentrale Lemóniz was een van de belangrijkste antinucleaire vraagstukken in de zeventiger en tachtiger jaren in Spanje.

## Reactie van de ETA
De bouw van de centrale werd tegengewerkt door de ETA, een terroristische organisatie die onafhankelijkheid van Baskenland nastreeft. De eerste aanval op het bouwterrein vond plaats op 18 december 1977, toen een ETA commando-eenheid een wacht van Guardia Civil dat het terrein bewaakte aanviel. Een van de leden van de cel, David Álverez Peña, raakte gewond bij de aanslag en stierf een maand later. Op 17 maart 1978, plaatste de ETA een bom in de reactor van de centrale, waardoor twee werknemers (Andres Guerra en Alberto Negro) werden gedood en nog eens twee gewond. De explosie veroorzaakte ook aanzienlijke materiële schade aan de installatie, waardoor de constructie hiervan vertraagd werd.

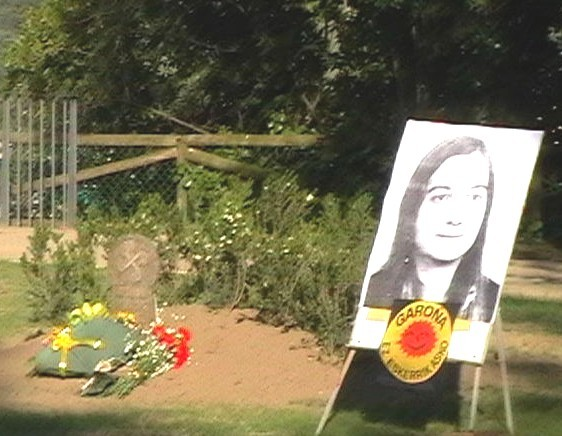
Gladys del Estal, antikernenergieactiviste gedood tijdens de bouw van de centrale.

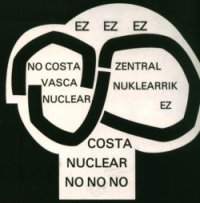
Door de beeldhouwer Chillida ontworpen logo tegen de Kerncentrale Lemoniz.

Op 3 juni 1979, tijdens een demonstratie in Tudela (Navarra) op de internationale actiedag tegen kernenergie overleed de antinucleaire activiste Gladys del Estal uit Donostia nadat ze geraakt werd door een kogel van de politie Guardia Civil. Tien dagen later, op 13 juni, slaagde de ETA erin om een andere bom bij de werkzaamheden aan de installatie te krijgen, dit keer in de turbinehal. De explosie veroorzaakte de dood van nog een werknemer, Ángel Baños. Ondertussen werden in Zuid-Baskenland tal van demonstraties, activiteiten en festivals bijgewoond door duizenden mensen en georganiseerd door ecologen en naar links nijgende groepen om de sluiting van de centrale te verzoeken.
De escalatie van de acties van de ETA kwam tot een hoogtepunt op 29 januari 1981, toen ze de hoofdingenieur van de centrale, Jose María Ryan, ontvoerde vanuit Bilbao. Ze gaven een week voor de faciliteit om te worden gesloopt en dreigde de ontvoerde ingenieur te doden. Hoewel er een grote demonstratie in Bilbao was voor de vrijlating van de ingenieur, en toen de uiterste datum voor de afbraak van het station voorbij was, vermoordde de ETA Ryan, waarna protesten en de eerste anti-ETA-staking ontstonden.
Echter, het ombrengen van Ryan resulteerde in de de facto stopzetting van de werken op de bouwplaats en het energiebedrijf Iberduero, eigenaar van de installaties, stopte officieel met de werken in afwachting van de Baskische regering om de voortzetting van de ontwikkeling expliciet te ondersteunen.